# Сећање на убиство
Сећање на убиство (кор. 살인의 추억; Sarinui chueok) је јужнокорејски криминалистички трилер филм из 2003. године у режији Бонг Џун-хоа, који је и написао сценарио заједно са Шим Сунг-боом на основу представе Дођи да ме видиш Ким Кванг-рима. Филм је заснован на истинитој причи о првим потврђеним серијским убиствима у Кореји, која су се догодила између 1986. и 1991. године у Хвасону. Сонг Канг-хо и Ким Санг-кунг глуме Парка и Сеа, два детектива који покушавају да реше злочине.
Ово је био други дугометражни филм који је режирао Бонг, након његовог дебитантског филма из 2000. године, Пси који лају никада не гризу. Филм је добио позитивне критике због свог тона, кинематографије, монтаже, партитуре, Сонгове изведбе и Бонгове режије и сценарија. Филм је добио тридесет награда и номинација, а многи су га сматрали једним од најбољих јужнокорејских филмова икада снимљених.

## Радња
У октобру 1986, две жене су пронађене силоване и убијене на периферији малог града. Локални детектив Парк Ду-ман, који се раније није бавио тако озбиљним случајем, је преоптерећен − докази су непрописно прикупљени, истражне методе полиције су сумњиве, а њихова форензичка технологија је практично непостојећа. Парк тврди да има начин да одреди осумњичене контактом очима. Он одлучује да прво испита ментално заосталог дечака са ожиљцима, Баек Кванг-хоа, јер је пратио једну од жртава по граду. Парк користи свој метод контакта очима, мислећи да је Баек одговоран, а његов партнер Чо батинама извлачи признање од Баека.
Сео Тае-џун, детектив из Сеула, добровољно се јавља да им помогне. Међутим, његове и Паркове методе се сукобљавају. Сео сматра да су Баекове руке сувише слабе да би могао да почини тако сложен злочин, чиме је очистио његово име. Након што се почини још убистава, схватају да убица чека кишну ноћ и убија само жене које носе црвено. Инспектор Квон Кви-ок схвата да се од локалне радио станице увек тражи да пусти одређену песму током ноћи када су убиства почињена.
На последњем месту злочина, Парк, Чо и Сео долазе да истраже на различите начине, и проналазе локалног човека како тамо мастурбира у женском црвеном доњем вешу. Парк и Чо га хватају и брутално га туку. Сео проналази преживелу жртву силовања уз Квонову помоћ. Сазнавши да су руке убице биле приметно мекане, Сео ослобађа приведеног човека, јер су му руке грубе. Бесан што су изгубили осумњиченог, Парк се свађа са Сеом све док их Квон не обавести да се песма на радију пушта. Схватају да пада киша, али стижу прекасно, проналазећи још једну жену убијену. Парк, Сео и Чо коначно одлучују да раде заједно.
Након обдукције последње жртве, у телу откривају комадиће брескве. Трагови их воде до фабричког радника, Парк Хион-џиуа. Сео напомиње да су му руке меке као што је описала преживела. Хион-џиу почиње да показује нелагоду када Сео извади брескве и они мисле да су пронашли убицу. Чо губи контролу и туче Хион-џиуа, што је навело њиховог надређеног да му забрани улазак у собу за испитивање. Парк и Сео слушају Баеково раније признање. Сео истиче да прича као да је то урадио неко други и схватају да је знао детаље убиства јер им је сведочио. Одлазе у ресторан Баековог оца, само да би тамо нашли пијаног Чоа. Док људи гледају вести и исмевају полицајце, он туче све и Баек се укључује у тучу, замахујући дрвеном даском ка Чоовој нози и случајно је пробија зарђалим ексером. Парк и Сео јуре Баека и испитују га, али се он уплаши и трчи на путању надолазећег воза, где бива ударен и убијен.
Парк сазнаје да ће Чоова нога морати да буде ампутирана јер је ексер изазвао тетанус, због чега се осећа кривим. Откривају сперму на једном од тела, али због недостатка технологије за анализу ДНК у Кореји, узорак се шаље у Сједињене Државе како би се потврдило да ли је осумњичени Хион-џиу убица. Те ноћи је убијена млада девојка. На месту злочина, Сео препознаје девојку као ученицу са којом се спријатељио током истраге. Бесан, напада Хион-џиуа све док га Парк не прекине доношењем резултата из Америке. Узорак се не поклапа са Хион-џиуовом ДНК и Парк га пушта.
Године 2003. злочини су остали неразјашњени и Парк је сада отац и бизнисмен. Случајно пролази поред првог места злочина и одлучује да га посети, сазнајући од девојчице да је лице места недавно посетио непознати човек који је рекао да се присећао нечега што је тамо давно урадио. Парк пита девојчицу како је изгледао, а она му каже да је имао „нормално” лице и да је изгледао врло обично. Филм се завршава док Парк гледа право у камеру, наизглед покушавајући да уочи убицу међу публиком користећи свој метод контакта очима.

## Улоге
| Глумац         | Улога          |
| -------------- | -------------- |
| Сонг Канг-хо   | Парк Ду-ман    |
| Ким Санг-кјанг | Сео Тае-џун    |
| Ким Рој-ха     | Чо Јонг-ку     |
| Сонг Јар-хо    | Шин Донг-чал   |
| Бјан Хи-бонг   | Ку Хи-бонг     |
| Го Сео-хи      | Квон Кви-ок    |
| Рју Тае-хо     | Џо Бјеонг-Сун  |
| Парк Но-шик    | Баек Кванг-хо  |
| Парк Хае-ил    | Парк Хион-џиу  |
| Џеон Ми-сеон   | Квок Сеол-јунг |